# Francesco Lepre
Francesco Lepre (Roma, 27 aprile 1975) è un judoka italiano.

## Biografia
Ha rappresentato la Italia ai Giochi olimpici estivi di Sydney 2000, classifandosi tredicesimo nel torneo degli 81 kg.
All'Universiade di Pechino 2001 ha vinto il bronzo nella categoria 90 kg.
Si è laureato campione continentale agli europei di Bucarest 2004, superando in finale l'olandese Mark Huizinga.
Ha fatto parte della spedizione italiana all'Olimpiade di Atene 2004.
Ai Giochi del Mediterraneo di Almería 2005 ha vinto la medaglia di bronzo.

## Palmarès
| Anno | Manifestazione          | Sede     | Evento | Risultato | Note |
| ---- | ----------------------- | -------- | ------ | --------- | ---- |
| 2000 | Giochi olimpici         | Sydney   | 81 kg  | 13º       |      |
| 2001 | Universiade             | Pechino  | 90 kg  | Bronzo    |      |
| 2002 | Europei                 | Maribor  | 90 kg  | 7º        |      |
| 2003 | Mondiali                | Osaka    | 90 kg  | 7º        |      |
| 2004 | Europei                 | Bucarest | 90 kg  | Oro       |      |
| 2004 | Giochi olimpici         | Atene    | 90 kg  |           |      |
| 2005 | Giochi del Mediterraneo | Almería  | 90 kg  | Bronzo    |      |

## Riconoscimenti
- 2023 (Genova, 10 giugno) - Viene insegnito dall'ASI del titolo di Cavaliere dello Sport.[1]